# Distillerie Inga & C.
La Distilleria G.B. Gambarotta & C. poi Distillerie Inga & C. è stata una distilleria attiva a Serravalle Scrivia dal 1906 al 2008.

## Storia

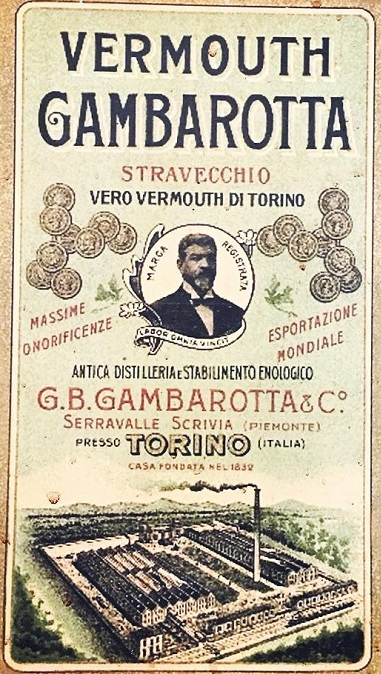
Etichetta vermouth Gambarotta del 1930 ca..

Giovanni Battista Gambarotta fondò il 14 ottobre 1903 la Fabbrica Italiana di Confetture, Cioccolato ed Affini (FICC) attuale Novi in via Basaluzzo a Novi Ligure, che subentrò alla precedente azienda artigianale della famiglia Gambarotta fondata nel 1832.
Nel 1906 Gambarotta aprì la Distilleria G.B. Gambarotta nel vicino paese di Serravalle Scrivia per diversificare la produzione di dolcumi e liquori, Gambarotta morì a solo 45 anni nel 1926 dopo aver acquistato anche nel 1916 la concessione per l'imbottigliamento dell'acqua delle sorgenti Fratta a Fratta Terme di Bertinoro (FC) in Emilia-Romagna. Con la crisi del primo dopoguerra e la crisi societaria in seguito alla sua morte subentrò nel 1938 il siracusano Gaetano Inga che cambiò nome alla distilleria in Distilleria Inga e grazie all'autarchia del fascismo riuscì a risollevare la società fino allo scoppio della Seconda guerra mondiale lavorando anche i datteri provenienti dalle colonie italiane per produrre l'arrak. Il 1º febbraio 1939 la distilleria venne anche visitata dal Ministro dell'Agricoltura e foreste Edmondo Rossoni.
Negli anni del boom economico l'azienda si risollevò e divenne una della più importanti d'Italia nella produzione della grappa, la famosa Fine Grappa Libarna e venne anche costruito un nuovo stabilimento in località Fabbricone. 
Nel 1958 riprese il nome di Distilleria G.B. Gambarotta e lo mantenne fino al 1978 quando la società venne divisa in Gambarotta (produttrice di dolci) e la Distilleria Inga produttrice di superalcolici, in primis grappa e brandy per provare a risanare l'azienda che attraversava un periodo di crisi che l'avrebbe portata lentamente alla chiusura, infatti nel 1970 l'azienda aveva 130 dipendenti e nel 1983 venne venduta dalla famiglia Inga al gruppo bolognese Buton S.p.a che aveva possedeva anche il marchio Vecchia Romagna. Nel 1986 i dipendenti erano solo quindici, inoltre i fumi rendevano l'aria irrespirabile e ci fu anche un esposto dei cittadini e un incontro con il sindaco del comune.
Il 4 dicembre 1993 nella distilleria si verificò un grave incendio che distrusse l'essiccatoio e investì due operai durante dei lavori di manutenzione, un operaio venne ricoverato con ustioni alle mani di primo e secondo grado invece uno venne ricoverato e dimesso dopo tre giorni, lo stesso anno l'azienda venne venduta al gruppo britannica International Distillers and Vintners Ltd (IDV) sussidiaria di Grand Metropolitan fino alla chiusura del gruppo nel 1997.
Il 2 settembre 1997 un incendio distrusse un capannone e provocò cinque miliardi di danni distruggendo circa 2.500 litri di cognac invecchiato 8-9 anni in botti di rovere di slavonia.
A ottobre del 1999 vennero pignorati i capannoni per un valore di due miliardi, poi a dicembre la distilleria cominciò a ripagare i debiti di 150 milioni con interessi e rivalutazione saliti a 280 in seguito alla condanna per omicidio colposo del proprietario Elio Inga per la morte di un operaio nel 1983, inoltre all'epoca dell'incidente l'azienda era anche in concordato preventivo poco prima di essere venduta alla Buton.
Nel marzo 2008 venne sospesa l'attività dell'azienda con gli ultimi tre operai in attività a causa del fallimento causato dai debiti, inoltre lo stesso mese crollò parte del muro sull'adiacente autostrada A7 e il mese successivo venne messa anche sotto sequestro interrompendo quindi la storia secolare della distilleria.